# Kameanka, Dnipro
Kameanka (în ucraineană Кам`янка) este un sat în comuna Novooleksandrivka din raionul Dnipro, regiunea Dnipropetrovsk, Ucraina.

## Demografie
Componența lingvistică a localității Kameanka
     Ucraineană (83,7%)
     Rusă (16,3%)
Conform recensământului din 2001, majoritatea populației localității Kameanka era vorbitoare de ucraineană (83,7%), existând în minoritate și vorbitori de rusă (16,3%).